# Mark Gangloff
Mark Gangloff (ur. 8 czerwca 1982 w Buffalo) – amerykański pływak specjalizujący się w stylu klasycznym, dwukrotny mistrz olimpijski, sześciokrotny medalista mistrzostw świata.
Największym jego sukcesem jest dwukrotne mistrzostwo olimpijskie. Startując w eliminacjach w amerykańskiej sztafecie 4 x 100 m stylem zmiennym przyczynił się do zdobycia złotego medalu olimpijskiego zarówno w Atenach w 2004, jak i w Pekinie cztery lata później. Jest również dwukrotnie złotym medalistą mistrzostw świata w sztafecie i trzykrotnym medalistą indywidualnie na dystansie 50 m żabką.